# Arno Rafael Minkkinen
Arno Rafael Minkkinen (Helsinki, 1945 –) finn származású, jelenleg az Amerikai Egyesült Államokban élő fotóművész.

## Élete
Családjával 1951-ben emigrált az Egyesült Államokba. Minkkinen 10 éves korában tanult meg olvasni.
1963 és 1965 között a Warner College-ban (New York) folytatta főiskolai tanulmányait. Apja hatására, aki Japánban született finn misszionáriusok gyermekeként, vallástörténet és filozófia szakon kezdte el tanulmányait. Bár a főiskola második évében átiratkozott angol irodalom szakra.
1965-ben találkozott Sandra Hughes-zal, akit négy évvel később feleségül vett.
1970-től az ET Howard Reklámügynökségnél dolgozott, ahol többek között a Minoltának is reklámszövegeket kreált. 
1971-ben jelentkezett a Rhode Island School of Design nevezetű képzőművészeti főiskolára, de jelentkezését elutasították. Ekkoriban készítette el első önakt fényképeit.
Az első egyéni kiállítására 1972-ben a Soho Fotógalériában került sor, majd néhány hónappal később sikeresen újra felvételizett a Rhode Island School of Design-ba, ahol Harry Callahan és Aaron Siskind is tanárai között szerepelt. Az iskola elvégzése után rengeteget utazott Nyugat- és Kelet-Európában feleségével, Sandrával. Életében először ellátogatott az akkori Szovjetunióba és anyja szülőhelyét is felkereste Finnországban, majd 1976-ban visszatért az Egyesült Államokba.
1979. február 15-én született meg fia, Daniel Hughes, aki nemsokára Minkkinen fényképein is felbukkant modellként.
A 70-es évek közepe óta Minkkinen rengeteg kiállításon vett részt és több fényképalbumot is publikált. Fényképeit világszerte múzeumok és intézetek őrzik. Meglepő módon, Japánban és Európában sokkal nagyobb hírnévre tett szert, mint Amerikában.

## Művészete
Minkkinen újraértelmezi az önakt fogalmát, amikor saját meztelen testét fényképezi minden erotikától, nárcisztikától vagy erőszaktól mentesen. Egyszerűen csak úgy mutatja be és kezeli testét, mint a természet szerves részét, mint egy primitív anyagot. Mindezt Minkkinen a következőképpen öntötte szavakba: "A világegyetem katedrálisa itt van a földön. Mi még mindig a sziklák és a fák, ég és víz részét képezzük, annak az ősi tájnak a részét, amelyet évmilliókkal korábban kaptunk ajándékba."
Ugyanakkor testének a természettel való teljes vagy részleges egybeolvadása gyakran humoros képeket eredményez, mintha Minkkinen bújócskát játszana a nézővel.
Bár egyes képei megalkotásához nemcsak rengeteg fantáziára, hanem akrobatikus mutatványokra is szükség van, Minkkinen mégsem hódolt be a digitális fényképészetnek, hanem továbbra is a 70-es években alkalmazott technikai módszereket használja; s főként fekete-fehér fényképeket készít.

## Fotóalbumok
- Frostbite, Morgan & Morgan, Dobbs Ferry és New York, 1978
- Waterline, Marval, Párizs; Ottava, Helsinki; Aperture, New York, 1994
- The Waterline Portfolio, Aperture, New York, 1996
- Ten Minutes Past Midnight, Musta Taide, Helsinki, 1998
- Body Land, Motta, Miláno, 1997; Nathan, Párizs, 1998; Smithsonian Institution Press, Washington, D.C., 1999
- Saga, The Journey of Arno Rafael Minkkinen, Thirty-Five Years of Photographs, Chronicle Books, San Francisco, 2005